# 軽部村
軽部村（かるべそん）は、岡山県赤磐郡にあった村。現在の赤磐市の一部にあたる。

## 地理
砂川の上流域、石蓮寺山の西方に位置していた。

## 歴史
- 1889年（明治22年）6月1日、町村制の施行により、赤坂郡西軽部村、東軽部村、南佐古田村、北佐古田村、今井村、多賀村が合併して村制施行し、軽部村が発足[1][2]。旧村名を継承した西軽部、東軽部、南佐古田、北佐古田、今井、多賀の6大字を編成[2]。
- 1900年（明治33年）4月1日、郡の統合により赤磐郡に所属[1][2]。
- 1953年（昭和28年）3月1日、赤磐郡鳥取上村、笹岡村と合併し、町制施行し赤坂町を新設して廃止された[1][2]。合併後、赤坂町大字西軽部・東軽部・南佐古田・北佐古田・今井・多賀となる[2]。

### 地名の由来
往古の軽部荘にちなむ。

## 産業
- 農業、果樹[2]